# Ignacy Łobos
Ignacy Łobos (ur. 16 sierpnia 1827 w Drohobyczu, zm. 15 kwietnia 1900 w Tarnowie) – duchowny rzymskokatolicki, biskup pomocniczy przemyski w latach 1882–1885, biskup diecezjalny tarnowski w latach 1885–1900.

## Życiorys
Urodził się w rodzinie mieszczańskiej. Uczył się w Drohobyczu w szkole oo. Bazylianów, a potem w Samborze. Studia filozoficzne ukończył w Przemyślu i tam wstąpił do seminarium duchownego. Święcenia prezbiteratu przyjął w 1851. Mianowany kooperatorem dla Strzałkowic pod Samborem, wkrótce został prefektem seminarium przemyskiego, a potem kanclerzem biskupa Monasterskiego. W 1873 mianowany kanonikiem honorowym. W 1868 został szambelanem dworu cesarskiego, a w 1874 szambelanem papieskim. W 1882 został biskupem pomocniczym diecezji przemyskiej, a 12 grudnia 1885 roku biskupem diecezjalnym diecezji tarnowskiej. Przeprowadził gruntowny remont katedry w Tarnowie.
Był honorowym obywatelem Drohobycza, Biecza, Leżajska i Tarnowa, tajnym radcą, prałatem domowym papieża, hrabią rzymskim i asystentem domu papieskiego.
Pochowany na Starym Cmentarzu w Tarnowie.